# 卡尔·休斯克
卡尔·E·休斯克（英語：Carl Emil Schorske，1915年3月15日—2015年9月13日）是一位美国历史学家，普林斯顿大学教授，主攻文化史和思想史，1981年获第一届麦克阿瑟奖，主要作品有《世纪末的维也纳：弗洛伊德、克里姆特、勋伯格和现代主义的诞生》（Fin-De-Siècle Vienna: Politics and Culture，获1981年普立茲非小說獎）等。